# Плямиста черепаха
Плямиста черепаха (Clemmys guttata) — єдиний представник роду плямисті черепахи родини прісноводні черепахи.

## Опис
Загальна довжина досягає 12,5 см. Самці та самиці відрізняються один від одного за кольором карапакса, черева та шкіри. Карапакс гладенький, з рівними краями. Кіль відсутній. Карапакс забарвлено у чорний колір, при цьому на кожному щитку, а також на шиї та голові розташовуються жовті цятки (до 100). Пластрон й крайові щитки карапакса у молодих особливої червонувато- або жовтувато-помаранчеві, проте у дорослих вони темніють і стають майже чорними.

## Спосіб життя
Значний час проводить у воді. Час від часу вилазить на суходіл, щоб грітися на сонці. Активна вдень. Харчується водяними тваринами, хробаками, пуголовками.
Статева зрілість настає у 7—10 років. Самиця відкладає від 2 до 3 яєць. Інкубаційний період триває від 44 до 83 діб.

## Розповсюдження
Мешкає у Сполучених Штатах Америки: Мен, Нью-Гемпшир, Массачусетс, Коннектикут, Нью-Йорк, Пенсільванія, Нью-Джерсі, Делавер, Меріленд, Вірджинія, Західна Вірджинія, Північна Кароліна, Південна Кароліна, Джорджія, Флорида, Огайо, Індіана, Мічиган, Іллінойс; Канаді: Онтаріо та Квебек.